# 威徳寺 (新潟市)
威徳寺（いとくじ）は、新潟県新潟市西区黒鳥に所在する浄土真宗佛光寺派の寺院。山号は首城山（しゅじょうざん）。

## 起源と歴史
- 1172年（承安2年） - 創建される。開基は招恵上人。真言宗、高野山清浄心院の末寺として頸城地方に創建されたと伝えられる。
- 1662年（寛文2年） - 浄華院釈慶西の代に真宗大谷派に転宗。現在の黒鳥に移る。
- 1685年（貞享2年） - 真宗大谷派から真宗佛光寺派に転派。

## 交通アクセス
- 新潟交通 黒鳥 黒鳥線「黒鳥」バス停より徒歩約3分